# Lindsey (Suffolk)
Pour les articles homonymes, voir Lindsey.
Lindsey est une paroisse civile d’Angleterre, au Royaume-Uni, située dans le district de Babergh, comté du Suffolk.